# Contumazá (provincie)
| Contumazá                                                 | Contumazá                           |
| --------------------------------------------------------- | ----------------------------------- |
| Harta localizării provinciei în cadrul regiunii Cajamarca |                                     |
| Informații generale                                       |                                     |
| Nume nativ                                                | Provincia de Contumazá              |
| Țară                                                      | Peru                                |
| Regiune                                                   | Cajamarca                           |
| Primar                                                    | Luis Castillo Rodríguez (2011-2014) |
| - Capitală                                                | Contumazá                           |
| - Suprafață totală                                        | 2070,33 km2                         |
| - Districte                                               | 8                                   |
| Populație                                                 |                                     |
| An recensământ                                            | 2007                                |
| - Totală                                                  | 31 369                              |
| - Densitate                                               | 15,15/km2                           |
| Fus orar                                                  | UTC-5                               |
| Sit web                                                   | http://www.municontumaza.gob.pe/    |
| UBIGEO                                                    | 0605                                |
| Modifică text                                             |                                     |

Contumazá este una dintre cele treisprezece provincii din regiunea Cajamarca din Peru. Capitala este orașul Contumazá. Se învecinează cu provinciile San Miguel, San Pablo și Cajamarca, și cu regiunea La Libertad. 

## Diviziune teritorială
Provincia este divizată în 8 districte (spaniolă: distritos, singular: distrito):
- Contumazá
- Chilete
- Cupisnique
- Aramani
- San Benito
- Santa Cruz de Toledo
- Tantarica
- Yonán